# Мещёра (Тверская область)
Мещёра — деревня в Кесовогорском районе Тверской области. Входит в состав Кесовского сельского поселения.

## География
Находится в юго-восточной части Тверской области на расстоянии приблизительно 5 км на север по прямой от районного центра поселка Кесова Гора.

## История
Деревня показана еще на карте 1825 года. В 1859 году здесь (деревня Кашинского уезда) было учтено 20 дворов.

## Население
Численность населения: 145 человек (1859 год), 9 (русские 100 %) в 2002 году, 1 в 2010.